# Åsele och Vilhelmina tingslag
Åsele och Vilhelmina tingslag var ett tingslag i Västerbottens västra domsaga som omfattade den södra delen av landskapet Lappland.
Tingslaget bildades år 1948 när de tidigare tingslagen Åsele tingslag och Vilhelmina tingslag slogs samman. Tingslaget upplöstes 1971 när det övergick i Lycksele domsaga.
Tingslaget ingick i Västerbottens västra domsaga, bildad 1884.

## Socknar
Åsele och Vilhelmina tingslag omfattade:

Hörande till 1948 till  Åsele tingslag
- Åsele socken
- Fredrika socken

Hörande till 1948 till  Vilhelmina tingslag
- Vilhelmina socken
- Dorotea socken